# That’s My Word
That's My Word  — восьмой студийный альбом американского рэпера Keak da Sneak. Он был выпущен 13 сентября 2005 года на лейбле Rah Records. Альбом занял 3-ю позицию в чарте Heatseekers (Pacific). Вошедший в релиз сингл «Super Hyphy», в продюсировании которого принял участие Traxamillion, занял 40-е место в чарте Billboard Rhythmic Top 40. Название к альбому, как и припев в сингле, отсылаются к тому, что Keak da Sneak ввёл термин хайфи в соответствующие культуру и музыкальный стиль.

## Список композиций
1. «Super Hyphy» — 3:26
2. «What a Relief» — 3:34
3. «Oh Girl» — 3:23
4. «Touch on Me» — 4:02
5. «Somethin' Serious» (при участии Kitt) — 5:01
6. «Hyphie» (при участии Bra Heff) — 3:27
7. «E-Yes» (при участии B.A.) — 4:07
8. «What Does It All Mean» (при участии Tyquan) — 4:04
9. «Ak's & SK's» (при участии Frank Sticks) — 3:26
10. «Super Hyphy» (Remix) — 3:44